# Francesc Xavier Vila i Moreno
Francesc Xavier Vila i Moreno   (Esplugues de Llobregat, 1966) és un sociolingüista i catedràtic d'universitat català. Va ser secretari de Política Lingüística del Departament de Cultura del 2021 al 2024 i és l'actual conseller de Política Lingüística de la Generalitat de Catalunya.

## Trajectòria
Llicenciat en Filologia Catalana per la Universitat de Barcelona (1989) i doctor en Lingüística per la Vrije Universiteit Brussel (1996), ha impartit docència en diverses universitats nacionals i estrangeres. És catedràtic del Departament de Filologia Catalana i Lingüística General de la Universitat de Barcelona.
Va ser el director del Màster en Assessorament, Política Lingüística i Serveis Editorials de la Universitat de Barcelona. Des d’abril del 2010 fins al seu nomenament com a secretari de Política Lingüística va ser director del CUSC (Centre de Recerca en Sociolingüística i Comunicació) de la Universitat de Barcelona. Anteriorment havia estat el primer director de la Xarxa CRUSCAT (Coneixements, Representacions i Usos del català) de l'Institut d’Estudis Catalans (2004-2009). El 2021 fou nomenat Secretari General de Política Lingüística del Govern de Pere Aragonès, dins la Conselleria de Cultura liderada per Natàlia Garriga. El 2024 fou nomenat conseller de política lingüística del Govern de Salvador Illa.